# Kim So-hyun
Đây là một tên người Triều Tiên, họ là Kim.
Kim So-hyun (tiếng Hàn: 김소현; Hanja: 金所泫; Hán-Việt: Kim Sở Huyền, sinh ngày 4 tháng 6 năm 1999) là một nữ diễn viên người Hàn Quốc. Cô bắt đầu sự nghiệp diễn xuất từ năm 7 tuổi, ban đầu cô nhận được sự chú ý của công chúng và trở nên nổi tiếng sau khi đóng các vai quan trọng trong Mặt trăng ôm mặt trời (2012) và Nhớ em (2013). Cô đảm nhận vai chính đầu tiên của mình trong bộ phim tuổi teen Học đường 2015 (2015) và kể từ đó đã đóng vai chính trong bộ phim nhạc kịch Trang mới cuộc đời (2016), phim dã sử cổ trang Mặt nạ quân chủ (2017), phim hài lãng mạn Chuyện tình radio (2018), phim truyền hình dựa trên Webtoon của Naver Chiến nào, ma kia! (2016), Cảnh báo tình yêu (2019–2021) và Tiểu sử chàng Nokdu (2019) và bộ phim dựa trên văn học dân gian Hàn Quốc Sông Đón Trăng Lên (2021). Cô là người dẫn chương trình của chương trình âm nhạc Music Core và chương trình thực tế sống còn Under Nineteen của đài MBC vào năm 2019.
Kim So-hyun đã được truyền thông Hàn Quốc đặt cho biệt danh là "Em gái quốc dân", "Nữ hoàng của các nữ diễn viên nhí", "Nữ thần phim lịch sử", "Nữ thần Sageuk" sau khi đóng vai chính và xuất hiện trong nhiều bộ phim cổ trang nổi tiếng trong suốt sự nghiệp của cô, cũng như kinh nghiệm làm diễn viên từ thời thơ ấu cho đến hiện tại. cô đã khẳng định mình là một ngôi sao Hallyu hàng đầu. Với màn trình diễn của mình trong Sông đón trăng lên, cô đã được đề cử cho Giải thưởng Nghệ thuật Baeksang cho Nữ diễn viên chính - Truyền hình xuất sắc nhất, trở thành một trong những người được đề cử trẻ tuổi nhất của giải thưởng.
Kim So-hyun liên tục quảng bá tác phẩm truyền hình của mình trên Instagram. Cô đã được trao giải 'Tài khoản Instagram phát triển mạnh nhất năm 2018 với hơn 7,1 triệu người theo dõi. Ở tuổi 21, Kim đã trở thành nữ diễn viên Hàn Quốc trẻ nhất có hơn 10 triệu người theo dõi trên mạng xã hội, bên cạnh đó là nam diễn viên Lee Min-ho.

## Thời thơ ấu và học vấn
Kim So-hyun sinh ngày 4 tháng 6 năm 1999 tại Úc và cô có một người em trai. Cô chuyển đến Hàn Quốc vào năm 2003, khi mới 4 tuổi. Cha cô mất khi cô lên chín tuổi.
Kim So-hyun chuyển từ trường tiểu học Hoe-ryong ở Gyeonggi-do đến trường tiểu học Towol và tốt nghiệp vào tháng 2 năm 2012. Sau đó cô tốt nghiệp trường cấp 2 Yongin Munjung vào năm 2015. Sau đó, cô được học tại nhà cho toàn bộ chương trình giáo dục trung học của mình và đã vượt qua kỳ thi tốt nghiệp trung học vào năm 2017. Cùng năm, cô đăng ký vào Khoa Sân khấu của Đại học Hanyang thông qua hình thức nhập học luân phiên. Kim đã dự lễ tuyển sinh lần thứ 79 được tổ chức tại Đại học Hanyang ở Seongdong-gu, Seoul vào ngày 28 tháng 2 năm 2018.
Năm 2016, theo tờ báo quốc gia Singapore The Straits Times, trong một cuộc phỏng vấn qua email với tờ báo này, Kim đã tiết lộ lý do tại sao cô chọn học tại nhà thay vì đăng ký học trung học. Cô nói rằng để dành thêm thời gian cho sự nghiệp diễn xuất của mình, cô hầu như không có thời gian để học trung học (điều này khiến cô phải tự chuẩn bị cho các kỳ thi) và bỏ lỡ các hoạt động với các bạn cùng lớp và điều này cũng xảy ra tương tự trong những ngày học tiểu học của cô. Kim đã chọn giáo dục tại nhà cho quá trình học trung học của mình vì cô không muốn từ bỏ con đường học vấn và sự nghiệp của mình. Với quyết định này, Kim cảm thấy nó sẽ cho phép cô dành nhiều thời gian hơn cho việc đóng phim và cả học tập.

## Sự nghiệp

### 2006–2011: Bắt đầu là một nữ diễn viên nhí
Kim So-hyun ra mắt với tư cách là một nữ diễn viên nhí vào năm 2006, đóng một vai phụ trong bộ phim đặc biệt "Ten Minute Minor" của Drama City. Sau đó tăng số lần xuất hiện của mình từ Người đàn bà hạnh phúc (2007), Que Sera Sera (2007), Hometown of Legends (2008), My Name Is Pity (2008), Wife and Woman (2009) và Công chúa Ja-myung (2009).
Cô đã ký hợp đồng quản lý với SidusHQ vào năm 2010. Năm đó cô tiếp tục tham gia Giấc mơ triệu phú và Vua bánh mì. Kim So-hyun được xác nhận sẽ xuất hiện trên màn ảnh rộng trong Mối thù của người cha (2010) với vai Joo Hye-rin, con gái của một mục sư được nhiều người kính trọng bị bắt cóc. Kim đã được chọn thông qua một cuộc thi 500:1. Cô tiếp tục thể hiện vai diễn nhí của các nữ nhân vật chính trong các bộ phim truyền hình như Cánh chim cô đơn (2011), The Duo (2011) và Sin of a Family (2011). Sau đó, cô đóng vai chính trong một bộ phim hài gia đình là Spy Papa, kể về mối quan hệ của cha mẹ và con cái trong mối quan hệ liên Triều vào năm 1974.

### 2012–2014: Sự nổi tiếng ngày càng tăng và những vai diễn ở tuổi thiếu niên

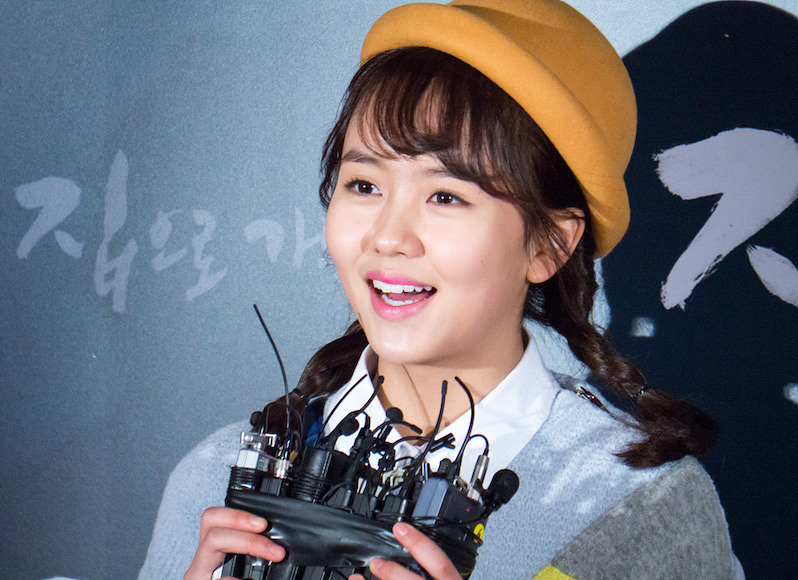
Kim So-hyun vào tháng 12 năm 2013

Trong nửa đầu năm 2012, Kim So-hyun đã xuất hiện trong sáu tác phẩm: loạt phim truyền hình giả tưởng lãng mạn Padam Padam; phim hài lịch sử I Am the King; phim truyền hình kỳ ảo Mặt trăng ôm mặt trời, trong đó cô được công nhận là phiên bản lúc trẻ của nữ chính, Kim đã nhận được lời khen ngợi từ khán giả và đạo diễn vì đã miêu tả chân thực mong muốn của nhân vật phản diện rất tốt — bộ phim đã đứng vị trí số một trong khung thời gian của nó trong suốt thời gian chiếu và đạt được mức tỷ suất người xem cao nhất được ghi nhận là 42,2%, qua đó giành được "bộ phim truyền hình quốc dân" — Kim cũng đồng thời trở thành "Em gái quốc dân"; tiếp theo là bộ phim hài - giả tưởng Hoàng tử gác mái trong vai cô em gái độc ác; Love Again và trở thành một học sinh trung học có bạn cùng phòng là nữ ngôi sao thần tượng trong Ma Boy.

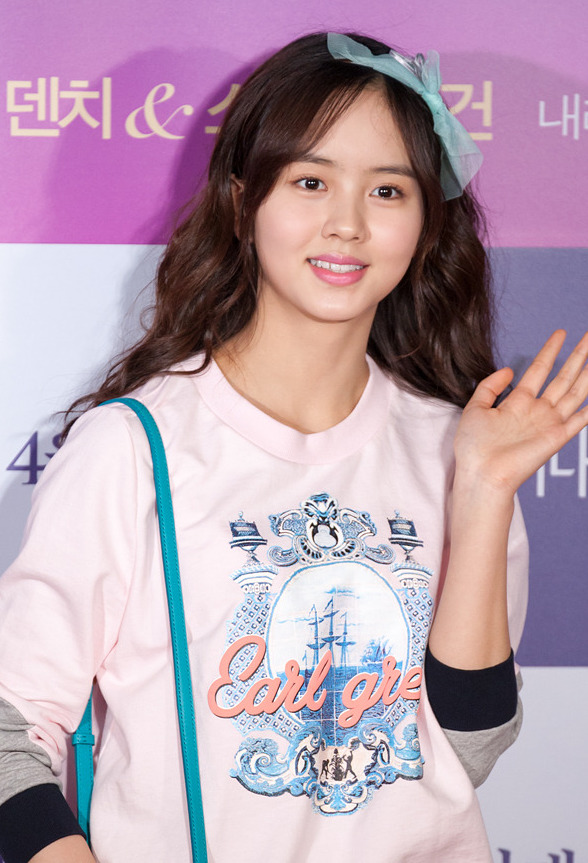
Kim So-hyun vào tháng 3 năm 2014

Kim tái hợp với các bạn diễn của Hoàng tử gác mái (Park Yoo-chun) và Mặt trăng ôm mặt trời (Yeo Jin-goo) lần lượt trong bộ phim chính kịch âm hưởng Nhớ em. Được báo chí Hàn Quốc mệnh danh là "Nữ hoàng diễn viên nhí" (아역퀸), cô là một trong những diễn viên nhí được ca ngợi nhiều nhất trong thế hệ của mình. Cô đóng vai Lee Soo-yeon, người bị các bạn cùng trường bắt nạt và gọi là "con gái của kẻ sát nhân", sau đó bắt cóc và bị tấn công tình dục trong khi cố gắng cứu bạn mình. Kim và Yeo chia sẻ cảnh có tỷ suất người xem cao nhất trong một phút là 10,4% trong bộ phim. Cô đã nhận được giải thưởng diễn xuất đầu tiên của mình là "Nữ diễn viên nhí xuất sắc nhất" tại Giải Ngôi sao APAN đầu tiên cho bộ phim Ma Boy và Nhớ em.
Vào năm 2013, Kim xuất hiện bất ngờ trong Mật danh Iris II với tư cách là bản sao thời thơ ấu của nữ nhân vật chính và đóng vai chính trong Thân thế bí ẩn trong vai một cô gái có bộ não cấp độ thiên tài. Sau đó, cô đóng vai phiên bản trẻ hơn của nhân vật Lee Bo-young trong bộ phim truyền hình Hàn Quốc nổi tiếng Đôi tai ngoại cảm. Vào ngày 20 tháng 6, Kim đồng dẫn chương trình của chương trình âm nhạc Music Core của MBC cùng mới Minho của SHINee và Noh Hong-chul. Cả ba đã nhận được nhiều sự chú ý vì sự kết hợp giữa ca sĩ, diễn viên và phát thanh viên mặc dù ban đầu họ cho thấy một chút chưa trưởng thành, nhưng cũng đã làm tăng kỳ vọng về cách họ thể hiện sự quyến rũ của mình mặc dù có sự nghiệp khác nhau. Sau đó cô được chọn tham gia Quản Gia Bí Ẩn, một bộ phim Hàn Quốc làm lại từ bộ  phim truyền hình Nhật Bản Kaseifu no Mita. Cùng năm đó, Kim cùng với Kim Yoo-jung và Yeo Jin-goo được xem là 3 diễn viên nhí kiếm được mức lương trên mức trung bình cho các diễn viên nhí. Có thông tin cho rằng Kim nhận được 4-6 triệu won mỗi tập.
Năm 2014, Kim được chọn làm diễn viên nhí bên cạnh Oh Yeon-soo trong bộ phim truyền hình của đài MBC là Bộ ba. Kim đã thử thách vai diễn kép đầu tiên, cũng như thể loại đầu tiên của mình thông qua bộ phim truyền hình mới Cuộc đối đầu ngoạn mục. Sau đó, cô được chọn tham gia bộ phim truyền hình đặc biệt của đài KBS2, Giọt nước mắt muôn màu, bộ phim đã giành chiến thắng trong Cuộc thi biên kịch của đài KBS năm 2013.

### 2015–2016: Chuyển sang đóng vai chính và dẫn chương trình

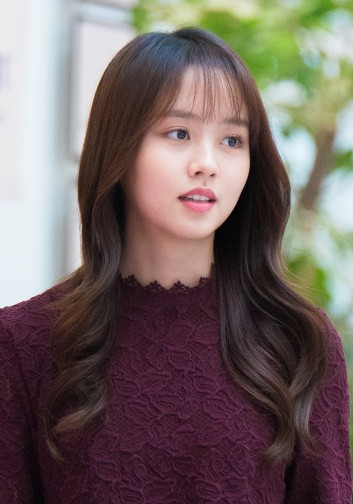
Kim ngày 15 tháng 10 năm 2016

Năm 2015, Kim xuất hiện đặc biệt với tư cách là em gái của nam chính trong Cô gái nhìn thấy mùi hương, do Park Yoo-chun thủ vai, người mà cô tái hợp lần thứ ba sau Hoàng tử gác mái và Nhớ em. Vào ngày 18 tháng 4, Kim từ chức MC của Music Core sau hai năm. Kim đóng vai chính trong loạt phim học đường Học đường 2015 của đài KBS, trong đó cô đóng 2 vai 2 chị em sinh đôi Lee Eun-bi và Go Eun-byul. Cô đã được trao giải "Ngôi sao của năm" tại Giải Phim truyền hình Hàn Quốc lần thứ tám cho màn trình diễn của mình. Vào ngày 21 tháng 11, Kim đã tổ chức lịch trình quảng bá ở nước ngoài đầu tiên của mình tại Sunshine City, Hong Kong. Vào cuối năm đó, Kim đã trở thành MC của Lễ trao giải Phim truyền hình KBS 2015 cùng với Jun Hyun-moo và Park Bo-gum.
Năm 2016, cô trở lại màn ảnh rộng trong bộ phim tình cảm Pure Love cùng Do Kyung-soo, đóng vai nữ chính của bộ phim có giọng hát tuyệt vời nhưng bị chấn thương ở chân. Sau đó, Kim đóng vai chính trong web drama học đường bí ẩn Nightmare Teacher cùng với Lee Min-hyuk, cô đóng vai một lớp trưởng phát hiện ra những bí mật bí ẩn của ngôi trường. Bộ phim đã được quay và có sự tham gia của 9 sinh viên tại Đại học Hosan. Cùng năm, Kim đóng vai chính trong bộ phim truyền hình đặc biệt dài ba tập Trang mới cuộc đời của Park Hye-ryun cùng với các diễn viên Ji Soo và Shin Jae-ha. Cô trong vai một "thiên tài piano" bị mất thị lực sau một tai nạn. Số lượt xem trước video được phát hành trên web và thiết bị di động đã đạt được mốc 600.000 lượt xem, đây được coi là "một con số bất thường" như một vở kịch một màn. Buổi gặp gỡ người hâm mộ đầu tiên của Kim Lovely Day ở Đài Loan được tổ chức tại Đại học Ming Chuan vào ngày 9 tháng 4. Cô được giới truyền thông Đài Loan mệnh danh là "Nàng tiên làn sóng Hàn". Vào ngày 4 tháng 6, Kim đã dẫn chương trình Dream Concert 2016 cùng với Leeteuk và Hong Jong-hyun. Cô thực hiện bước diễn xuất tiếp theo của mình trong bộ phim hài kinh dị Hey Ghost, Let's Fight với Ok Taec-yeon, và đóng vai Công chúa 13 tuổi Đức Huệ ông chúa trong bộ phim The Last Princess, mà Park A-reum của K-pop Herald khen ngợi Kim vì diễn xuất cảm xúc có chiều sâu của cô trong cảnh trước khi chia tay mẹ (mà Park gọi là đau lòng), cũng như nhập vai vào Son Ye-jin.  Ngoài ra, Jung An-ji của Sports Chosun khen ngợi cô về tính chính xác lịch sử khi miêu tả công chúa: cho rằng cô đã hành động "hoàn hảo" với cuộc sống của một cô gái trong thời Đế quốc Đại Hàn. Cô đã có một vai khách mời định kỳ trong bộ phim giả tưởng ăn khách Yêu tinh. Kim đã cho thấy sự hiện diện với tần suất lớn và gia tăng sự đắm chìm của khán giả trong giai đoạn đầu của bộ phim, tạo nên tác động lớn khi đóng vai khách mời.

### 2017–2018: Vai diễn trưởng thành, sự không ổn định trong nghề nghiệp và tham gia các hoạt động khác

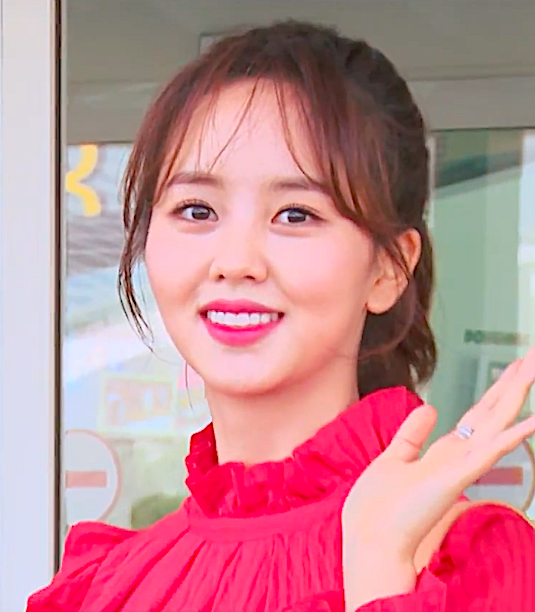
Kim So-hyun vào năm 2018

Năm 2017, Kim tham gia lồng tiếng Hàn Quốc cho nhân vật Mitsuha Miyamizu trong bộ phim anime Tên cậu là gì?. cô quay trở lại với live-action và đồng dẫn dắt bộ phim lịch sử và chính trị Mặt nạ quân chủ với Yoo Seung-ho, bộ phim được khởi chiếu vào ngày 10 tháng 5. Đây bước đánh dấu bộ phim cổ trang dành cho người lớn đầu tiên của cô sau 5 năm kể từ Mặt trăng ôm mặt trời. Mặc dù có xếp hạng cao, thời điểm khởi chiếu ban đầu của bộ phim cũng trùng với giai đoạn bắt đầu sa sút sự nghiệp của cô - Kim đã bày tỏ rằng cô đã nỗ lực như thế nào để hiểu nhân vật của mình với tư cách là một nữ chính. Cô cảm thấy lạc lõng và bắt đầu mất tự tin vào bản thân với tư cách là một diễn viên. Khi mọi người khen ngợi diễn xuất và hình ảnh của cô, cô cảm thấy xấu hổ vì cô không thể hiểu được nhân vật của mình là ai.
Kim đã tổ chức buổi họp mặt người hâm mộ trong nước đầu tiên của cô là "Lovely Day" vào ngày 3 tháng 6. Sau đó cô làm khách mời trong bộ phim truyền hình Khi nàng say giấc để thể hiện sự ủng hộ của mình dành cho biên kịch Park Hae-ryun, người mà cô đã làm việc cùng trong phim Trang mới cuộc đời của đài KBS. Vào tháng 8 năm 2017, cô kết thúc hợp đồng với SidusHQ sau 7 năm. Vào ngày 11 tháng 11, Kim đã kết thúc thành công buổi gặp mặt người hâm mộ Đài Loan lần thứ hai là Sweet Dream với Allets. Vào tháng 12, Kim đã gia nhập công ty quản lý một người, E&T Story Entertainment, hợp tác với LOEN Entertainment. Công ty hiện đang được dẫn dắt bởi Park Chan-woo, người quản lý của Kim trong những ngày tham gia SidusHQ của cô.
Năm 2018, Kim đã tham gia bộ phim tình cảm Chuyện tình radio, bộ phim bắt đầu phát sóng vào ngày 29 tháng 1. Cô đóng vai một nhà viết kịch bản đài phát thanh, là một người không thực sự tài năng trong việc viết lách. Vào ngày 24 tháng 1, một bức ảnh được chia sẻ trên SNS nói rằng Kim đang quay phim dưới nước. Bức ảnh chụp một phụ nữ mặc hanbok dưới nước vào ngày 21 tháng 1. Vào ngày này, nhiệt độ thấp nhất được ghi nhận là dưới âm 16 độ. Trong buổi họp báo ra mắt bộ phim Chuyện tình radio tổ chức vào ngày 25 tháng 1, PD đã giải quyết những lời chỉ trích trực tuyến liên quan đến việc quay phim dưới nước ngoài trời, bất chấp những cảnh báo về thời tiết. Anh ấy đưa ra lời xin lỗi nói rằng: Việc quay phim dưới nước ngoài trời của Kim So Hyun đã kết thúc vào Chủ nhật ngày 21 tháng 11. Chúng tôi đã tranh luận rất nhiều về việc đó vì cô sẽ xuống nước. Chúng tôi đã đảm bảo thiết bị an toàn gần đó và cũng có một chiếc xe cắm trại sẵn sàng, chúng tôi quay phim trong khoảng thời gian ngắn nhất có thể. Do hạn chế về thời gian, một cặp diễn viên đóng thế hành động đã quay thêm cảnh nước ngoài trời vào ngày hôm qua 24 tháng 1. Phim được quay bởi một diễn viên hành động chứ không phải Kim So-hyun, họ mặc một bộ đồ mùa đông và quay trong một tình huống tương tự. Chỉ một lần quay được thực hiện và biện pháp bảo vệ ngay lập tức được áp dụng. Chúng tôi xin lỗi vì đã gây ra những lo ngại về vấn đề này. Phim trường là cuộc sống của chúng tôi. Đương nhiên, an toàn là quan trọng. Tại cuộc họp báo, bàn tay của Kim có màu đỏ.
Cùng ngày, cô đồng dẫn chương trình lễ trao giải thưởng Âm nhạc Seoul lần thứ 27 với Kim Hee-chul và Shin Dong-yup. cô đã tổ chức buổi gặp mặt người hâm mộ Nhật Bản đầu tiên có tên là "Kim So Hyun First Premium Fanmeeting" với 800 người vào ngày 1 tháng 7. Sau 10 năm ra mắt, Kim đã tổ chức chương trình thực tế du lịch của riêng mình là Because This Is My First Twenty - Kim So-hyun's YOLO Solo California, nơi cô thử thách bản thân và khám phá ra danh tính thật của mình ở nước ngoài. Vào ngày 12 tháng 10, cô được vinh danh là một trong những MC thế hệ thứ mười đầu tiên dẫn chương trình thực tế sống còn Under Nineteen trên đài MBC. Kim đã nhận được phản hồi tích cực từ khán giả của buổi công chiếu nhờ thế mạnh của cô với tư cách là người dẫn chương trình, theo ghi nhận của "Korea Economic TV" — nhờ sự mê hoặc khán giả, giọng nói "ổn định", thần thái cũng như phong cách của cô mà ấn phẩm đã được xem là "đầy màu sắc".

### 2019–hiện tại: Lấy lại sự ca ngợi về diễn xuất

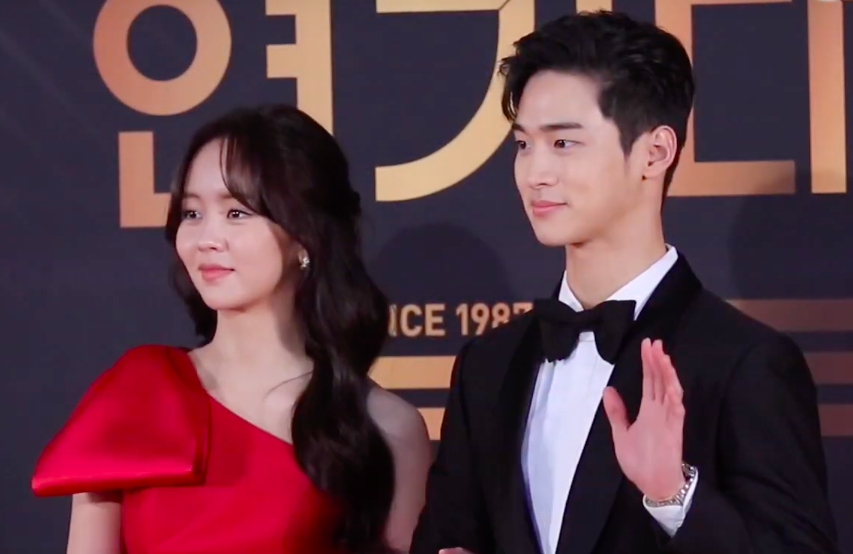
Kim So-hyun và Jang Dong-yoon là những diễn viên chính trong Tiểu sử chàng Nokdu

Vào đầu năm 2019, Kim So-hyun, Kim Hee-chul và Shin Dong-yup đã được chọn làm MC cho Lễ trao giải âm nhạc Seoul, chủ trì buổi lễ lần thứ 28, đây là lần thứ hai liên tiếp cô được mời. cô đã tổ chức buổi gặp mặt người hâm mộ thứ hai của mình Sso.Affirmation.Happiness: Little & Indeed Happiness của Kim So Hyun tại Hàn Quốc, trước sinh nhật của cô với sự tham dự của 300 người. Vào ngày 29 tháng 6, cô cũng đã tổ chức buổi họp mặt người hâm mộ kỷ niệm đầu tiên của mình tại Tokyo, Nhật Bản. Kim đã đóng vai chính trong sản phẩm gốc Love Alarm của Netflix, dựa trên webtoon nổi tiếng cùng tên. Kim giải thích rằng nhân vật của cô đang lần đầu tiên trải qua cảm xúc của tình yêu và điều đó khiến cô nhớ đến bản thân. cô quyết định khai thác những cảm xúc đó vì cô muốn thể hiện một nhân vật sống và thở cùng với Jo-jo. Kim Yoo-jin của Exsports News nói rằng Kim đã thể hiện khả năng nhập vai cùng lối diễn xuất "phong phú và ổn định" trong xuyên suốt bộ phim. Joan MacDonald của Forbes nói rằng Kim rất hợp với nhân vật Jojo. Hơn nữa, loạt phim của Netflix đã được xếp hạng là tác phẩm được yêu thích thứ 8 tại Hàn Quốc vào năm 2019.
Cùng năm, cô được chọn đóng cùng với Jang Dong-yoon trong bộ phim hài lãng mạn lấy bối cảnh triều đại Joseon, Tiểu sử chàng Nokdu trong vai một thực tập sinh Kisaeng vụng về và nóng tính. Chon Kye-young và Hye Jin-yang, tác giả của cả hai webtoon đều chọn Kim cho vai nữ chính trong các tác phẩm của họ. Shin Ji-won của Hankyung nói rằng nhân vật của Kim So-hyun có thể mê hoặc người xem bởi vì Kim hòa hợp rất tốt với nhân vật của cô. Jang Dong-yoon nói, "Tôi tin rằng sẽ không có nữ diễn viên nào tốt hơn để đóng vai Dong Joo ngoài So-hyun, tôi rất biết ơn vì đã gặp được người bạn đời tốt nhất của tôi trong cô." Cặp đôi được người xem đặt là "Manhwa tearing" vì thu hút mọi thứ từ tiếng cười đến sự phấn khích và thêm màu sắc độc đáo của họ vào các nhân vật nguyên bản. Vai diễn Dong Joo đã mang về cho cô giải thưởng Xuất sắc tại lễ trao giải Phim truyền hình KBS cuối năm. Đó cũng là bộ phim truyền hình Hàn Quốc được nhắc nhiều nhất vào khung giờ vàng thứ 10 trong năm 2019.

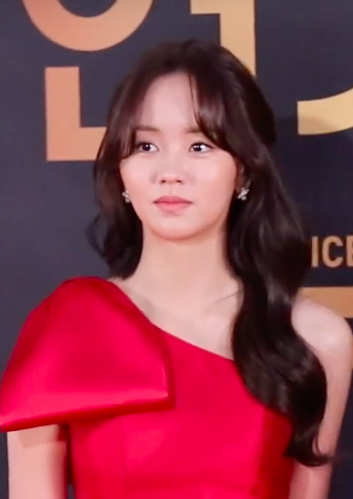
Kim So-hyun vào năm 2019

Vào ngày 1 tháng 10, một tuyên bố chính thức từ Kakao M tiết lộ rằng Kim đã nhận được 815 cổ phiếu (khoảng 100 triệu won) trong số đó để giải quyết quyền phát hành nhằm tăng cường tình đoàn kết với các chi nhánh và nghệ sĩ. Kim là một trong nhiều nghệ sĩ trực thuộc Kakao M đã nhận cổ phiếu từ công ty, theo báo cáo, họ đang chuẩn bị gia nhập lại Korea Exchange thông qua một đợt IPO lại. Vào ngày 29 tháng 10, Netflix xác nhận rằng Kim sẽ đóng lại vai Kim Jo-jo trong mùa thứ hai của bộ phim truyền hình Love Alarm.
Năm 2020, chương trình thực tế du lịch Because This Is My First Twenty của Kim đã vượt mốc 6 triệu lượt xem tính đến tháng 5 năm 2020 trên YouTube, Naver TV và Facebook.
Vào ngày 15 tháng 1 năm 2021, E&T Story Entertainment có thông báo chính thức rằng Kim sẽ rời công ty Vào ngày 18 tháng 1, Kim đã ký hợp đồng độc quyền với Culture Depot.
Vào tháng 2 năm 2021, Kim đóng vai chính trong bộ phim lịch sử Sông Đón Trăng Lên, bộ phim được công chiếu vào ngày 15 tháng 2. Cô vào vai một nữ tướng quân, người được sinh ra là một công chúa nhưng được nuôi dưỡng như một vị tướng, sau đó theo đuổi mục tiêu xóa bỏ tình trạng hoang tàn của đất nước mình, Goguryeo. Bộ phim đã vướng vào một cuộc tranh cãi sau những cáo buộc bắt nạt được đưa ra nhằm vào Ji Soo, người đóng vai nam chính của bộ phim. Đạo diễn Yoon Sangho nói về Kim: "Không dễ dàng để quay lại những cảnh đã thực hiện với một diễn viên khác. Đó là lý do tại sao tôi đã nói với cô trước khi quay lại: chúng tôi không thể làm điều này nếu không có bạn, bạn là nhân vật chính, ưu tiên trong bộ phim này, tôi hy vọng bạn có thể kiên trì cho đến cuối. [cô] đã nhận lời và tiếp tục quay phim [...] Vì điều này, tôi không có gì khác ngoài sự biết ơn. Các bạn diễn Lee Ji-hoon, Lee Hae-young, Kim Jung-young, Ki Eun-se, và nhà văn Han Ji-hoon cũng bày tỏ lòng biết ơn đối với Kim và Na In-woo (thay thế Ji Soo), những người đã phải chịu đựng những tình huống khó khăn. Trong một cuộc phỏng vấn với tạp chí Y Noblesse trong ấn bản tháng 7 năm 2021, Kim tiết lộ rằng cô không nhận tiền cho những cảnh quay lại vì tình yêu và tình cảm dành cho bộ phim và nhân vật của mình. cô đã nhận được những lời khen ngợi vì màn trình diễn chắc chắn và kỹ năng kiếm thuật của mình, cũng như vai diễn của cô về ba nhân vật khác nhau; Sát thủ Yeom Ga-jin, Công chúa Pyeonggang và hoàng hậu của Goguryeo Queen Yeon, chính vì thế mà cô đã được đề cử cho giải thưởng nghệ thuật Baeksang ở hạng mục Nữ diễn viên chính - Truyền hình xuất sắc nhất, trở thành một trong những diễn viên được đề cử trẻ tuổi nhất của hạng mục này. Cuối năm đó, Kim đã đảm nhiệm vai trò MC của KBS Drama Awards cùng với Sung Si-kyung và Lee Do-hyun. Đây là lần làm MC sau 6 năm kể từ năm 2015 của cô.
Vào năm 2022, Kim ký hợp đồng với Ieum Hashtag. Cô trở lại màn ảnh nhỏ trong bộ phim hài-lãng mạn dựa trên webtoon Is It Fate? của Song Hyun-wook, cô vào vai nữ nhân vật gặp lại mối tình đầu của mình sau mười năm.

## Đời tư
Kim đã phải chịu đựng những "cơn đau đang phát triển" và "giai đoạn chuyển tiếp" sau bảy tháng quay Mặt nạ quân chủ. Cô cảm thấy trống rỗng trong lịch trình của mình và cũng cảm thấy không thoải mái dù đang được nghỉ ngơi.
Vào tháng 1 năm 2018, Ban tổ chức Thế vận hội mùa đông Olympic và Paralympic Pyeongchang 2018 (POCOG) đã chọn Kim và Yoo Seong-min là Đại diện quốc gia cho Nụ cười danh dự, đại diện cho nụ cười và lòng tốt của Hàn Quốc.

## Từ thiện

### Các hoạt động xã hội

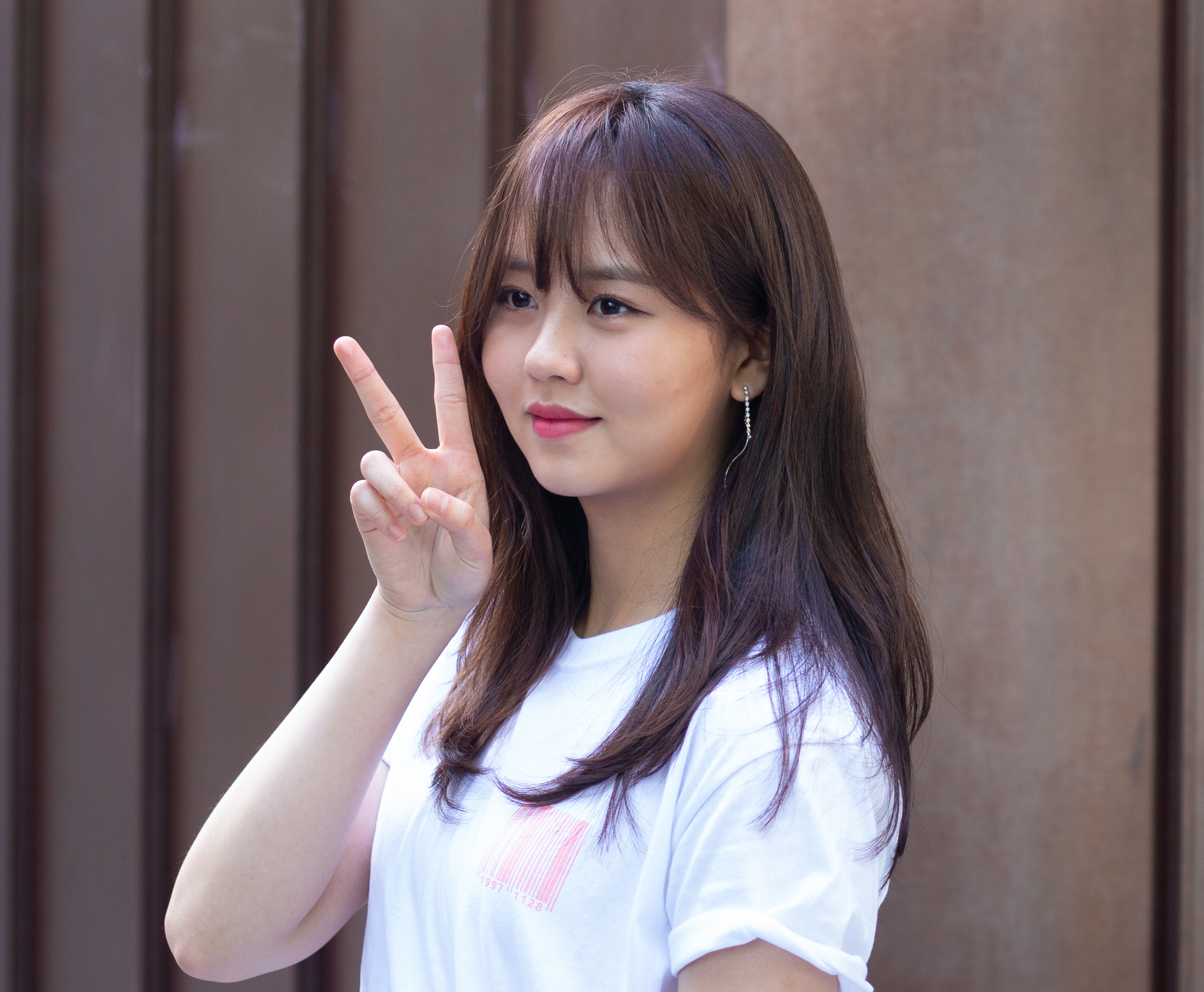
Kim tại S.E.S Green Heart Bazaar lần thứ 10 năm 2018

Năm 2014, Kim đã tham gia Chiến dịch quyên góp bánh kẹo HAPPY Together để quyên góp 1 triệu viên gạch cho người già, gia đình khuyết tật và các gia đình có thu nhập thấp để sưởi ấm trong mùa lạnh.
Năm 2017, Kim và Ji Chang-wook đã quyên góp tiền chi phí lồng tiếng từ Tên cậu là gì? cho Ủy ban Không rào cản trong phim ảnh Hàn Quốc.
Vào ngày 21 tháng 4 năm 2018, Kim đã tham gia S.E.S 10 Green Heart Bazaar được tổ chức bởi nhóm nhạc nữ K-pop thế hệ đầu tiên là S.E.S. Kim và nhiều người nổi tiếng khác đã làm những việc tốt hào phóng bằng cách bán các mặt hàng tại chợ. Số tiền thu được sẽ được quyên góp cho Tổ chức Trẻ em Green Umbrella và KARA.
Vào ngày 5 tháng 4 năm 2019, Kim đã quyên góp 10 triệu yên để hỗ trợ các nạn nhân của vụ cháy Sokcho. Kim cũng đã quyên góp 10 triệu yên cùng với người hâm mộ của mình cho Trung tâm chấn thương của Bệnh viện Đại học Ajou. Đây là kết quả của việc người hâm mộ ủng hộ ý tưởng Kim muốn đạt được và chia sẻ nó vào ngày sinh nhật 4 tháng 6 của cô. Người hâm mộ cũng đã tặng 61 giấy chứng nhận hiến máu cho bệnh viện cùng với quỹ để giúp đỡ những bệnh nhân đang gặp khó khăn. Ngày 13/12, cô đã trao tặng 100 kg gạo cho mạng lưới công ty phúc lợi xã hội dành cho trẻ em kém may mắn và suy dinh dưỡng trong tương lai.
Vào ngày 25 tháng 2 năm 2020, Kim đã quyên góp 10 triệu won thông qua Hiệp hội Cầu nối Hy vọng của Tổ chức Cứu trợ Thảm họa Quốc gia để ngăn chặn sự lây lan của đại dịch COVID-19 ở Hàn Quốc. Theo tổ chức này, khoản quyên góp này nhằm giúp đỡ những người dễ bị tổn thương và mua các thiết bị bảo vệ sức khỏe và nước rửa tay để ngăn chặn sự lây lan của dịch bệnh. Vào ngày 5 tháng 8, Kim đã quyên góp 20 triệu won để giúp đỡ các nạn nhân lũ lụt bị ảnh hưởng bởi trận mưa lớn. Vào tháng 10, Kim đã tham gia "MANNA Charity Bazaar" để hỗ trợ chi phí điều trị cho các trẻ em mắc bệnh hiếm gặp. Một quan chức đại diện cho biết, "Mọi người đã liên tục tài trợ và làm tình nguyện cùng nhau dưới cái tên Manna."

### Đại sứ
| Năm  | Hoạt động làm việc                             | Với                                        | Tham khảo       |
| ---- | ---------------------------------------------- | ------------------------------------------ | --------------- |
| 2013 | Đại sứ tư vấn đồng đẳng danh dự                | —                                          | [ 150 ]         |
| 2013 | Phòng chống bạo lực học đường                  | —                                          | [ 151 ]         |
| 2014 | Đại sứ Thanh niên Văn hóa và Ngôn ngữ Hàn Quốc | Oh Jae-moo                                 | [ 152 ]         |
| 2014 | Thiên thần hộ mệnh Hàn Quốc                    | —                                          | [ 153 ]         |
| 2015 | Phòng chống bạo lực học đường                  | Dàn diễn viên của Who Are You: School 2015 | [ 154 ]         |
| 2016 | Đại sứ Lễ hội Hàn Quốc 2016                    | —                                          | [ 155 ] [ 156 ] |
| 2018 | Đại diện Nụ cười Danh dự của Quốc Gia          | Yoo Seong-min                              | [ 137 ] [ 157 ] |

## Nghệ thuật

### Ảnh hưởng
Kim đã nhắc tới Son Ye-jin và nữ diễn viên Canada Rachel McAdams là những nguồn ảnh hưởng chính tới cô vì vẻ ngoài tinh tế và duyên dáng của họ. cô cũng đã nhắc đến Moon Geun-young là người đã truyền cảm hứng cho cô để hoàn thành các vai diễn khác nhau sau khi xem diễn xuất của Moon trong Họa sĩ gió.
Năm 2019, Kim nói rằng cô không có hình mẫu. Cô nhận xét: "Tôi thậm chí còn không biết bản thân mình. Tôi nghĩ đã đến lúc phải hiểu bản thân nhiều hơn là tìm một hình mẫu. Nếu tôi tìm thấy chính bản thân mình thì tôi có thể tìm thấy hình mẫu của mình."
Tác phẩm của Kim đã ảnh hưởng đến nhiều nữ diễn viên nhí, bao gồm Kim Ji-young, Lee Ja-in, Hwang Yeon-ji, Jisoo của Busters, Jeon Yu-lim, và Park Da-yeon.

### Phong cách diễn xuất
–  Kim nói trong buổi diễn đầy cảm xúc của cô ấy
Trong một cuộc phỏng vấn vào năm 2013, cô tiết lộ rằng mình chưa bao giờ được đào tạo chính thức về diễn xuất. Trong khi quay phim Pure Love, cô sống ở Goheung. Kim cho biết, khi không có cảnh quay, cô một mình đi quanh thành phố và lắng nghe những câu chuyện của người dân nơi đây. cô đã quan sát mọi ngóc ngách của khung cảnh để biết làm thế nào để mình có thể trở thành một phần của nó.
Để chuẩn bị cho một vai diễn, Kim nghe nhạc phù hợp với cảm xúc của vai diễn trước khi quay một cảnh. Đối với vai người mù trong Trang mới cuộc đời, cô đã thay đổi mọi thứ, từ giọng điệu và cách nói cho đến giao tiếp bằng mắt khi kể lại các cuộc đối thoại của mình.
cô đã nói rằng khi cô nhận được một kịch bản, cô đã dành nhiều thời gian để hiểu đầy đủ, nhận biết nhân vật như người thật và cố gắng hết sức để thể hiện nhân vật một cách chân thực. Kim thích có nhiều dự án hơn vì cô cảm thấy thoải mái và vui vẻ khi tiếp tục diễn xuất hơn là nghỉ ngơi. Đặc biệt, sự quyến rũ từ giọng điệu của Kim tỏa sáng trong phim, từ một bộ phim hài lãng mạn đến một cảm giác phức tạp, tinh tế về việc xung đột giữa sự trả thù của gia đình và tình yêu lần đầu tiên trong đời cô cảm nhận được. Một nhân viên phát sóng cho biết: "Cảm xúc trong vai diễn càng sâu thì không gian nội tâm của Kim càng tỏa sáng".

### Hình mẫu

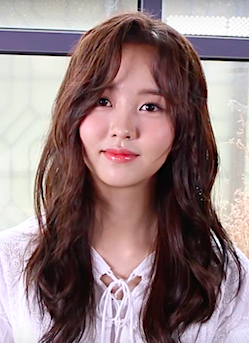
Hình mẫu của Kim thường là ngây thơ và ngọt ngào

Kim đóng vai trò kích thích tinh thần cho các đồng nghiệp diễn viên của cô. Bạn diễn Yook Sung-jae của Học đường 2015 chia sẻ, "Dù còn trẻ nhưng [Kim] So-hyun đã dẫn đầu toàn bộ bộ phim. Khi nhìn thấy cô với nụ cười trên môi trong quá trình làm việc mặc dù đã kiệt sức vì thiếu ngủ, tôi cảm nhận và học hỏi được rất nhiều điều." Chun Jung-myung công nhận, "cô lịch sự và luôn tỏ ra mạnh mẽ. So Hyun sở hữu một sức hút nổi bật đến mức tôi tin rằng cô có thể trở thành diễn viên vĩ đại nhất của thời đại này." Nam diễn viên Nam Joo-hyuk cũng khen ngợi, "Giống như một người trưởng thành và đáng tin cậy. cô là một người tích cực, không bao giờ thể hiện bất kỳ dấu hiệu tiêu cực nào ngay cả khi đối mặt với khó khăn. Tôi có rất nhiều điều để học hỏi từ cô." Kim So Hyun với tư cách là một người từng trải, đã từng đóng chung với nhiều nam diễn viên lớn tuổi hơn cô. Nhiều bạn diễn của cô đã miêu tả cô như một "người chị gái" đối với họ. Chẳng hạn như Yoo Seung-ho, người hơn cô sáu tuổi thú nhận rằng anh ấy không thể ngừng nói với cô như thể cô lớn hơn: "cô có vẻ giống như một người chị gái. cô cực kỳ trưởng thành."L nói, "So-hyun rất trưởng thành. Mặc dù cô nhỏ hơn tôi bảy tuổi nhưng đôi khi tôi thấy cô như một người chị gái", và điều tương tự cũng xảy ra với Yoon Do-joon.
Nhiều diễn viên và đoàn làm phim đã ca ngợi Kim về kỹ năng diễn xuất cộng với tinh thần vững vàng, đạo đức làm việc và lòng tốt. Nữ diễn viên Jo Soo-hyang, "Kim So-hyun thật tuyệt vời. Khi chúng tôi quay phim, lịch trình của cô rất bận rộn. Bình thường, tôi sẽ nói chuyện với cô sau khi chúng tôi quay xong, nhưng cô trông rất mệt mỏi và tôi đã không làm vậy." cô tiếp tục, "Nhưng khi máy quay bắt đầu quay, cô nở nụ cười và hành động rất tốt. Khi tôi thấy cô làm điều đó, tôi chỉ nghĩ rằng cô thật tuyệt vời."  Bất chấp nhiệt độ đóng băng trong quá trình quay Mặt nạ quân chủ, Kim dành sự quan tâm cho nam diễn viên nhí đóng chung với cô, có mặt trên phim trường từ rất sớm và không hề tỏ ra mệt mỏi khi trên phim trường. Một nhân viên cho biết, "Kim So-hyun vui vẻ và tốt bụng cả trong và ngoài máy quay, khiến cô trở thành nguồn cung cấp năng lượng tốt nhất. Nụ cười rạng rỡ của Kim So-hyun giúp mọi người trên phim trường có khoảng thời gian vui vẻ khi quay phim." Jung Ga-ram mô tả cô "rất nghiêm túc và là một nữ diễn viên thực sự tuyệt vời". Song Kang nói về việc làm việc với Kim, rằng cô đã đưa ra rất nhiều lời khuyên về nhiều điểm rung động. Là một diễn viên cấp cao trên TV, anh ấy lo lắng rằng điều đó sẽ gây bất tiện cho cô. Dù vậy, cô vẫn liên lạc với anh bất cứ khi nào có cảnh khó và chúc mừng anh vào cuối ngày.
Lee Na-jung, đạo diễn của cô trong Cảnh báo tình yêu nói, "kỹ năng diễn xuất cũng quan trọng như việc nhập vai. Jo-jo là một vai khó và cần kỹ năng diễn xuất tuyệt vời." cô tiếp tục, "Tôi nhìn thấy đôi mắt của Jo-jo trong đôi mắt của Kim So-hyun." Theo đạo diễn Kim Dong-hwi của Tiểu sử chàng Nokdu, "Kim So-hyun là một nữ diễn viên đẹp như cầu vồng. cô xinh đẹp, dễ thương, ngầu và có sức hấp dẫn đầy màu sắc từ tiếng cười đến nước mắt. Tôi luôn ngưỡng mộ diễn xuất chi tiết và chân thành của cô khi quay phim".

## Trên các phương tiện truyền thông
Kim đã được đặt cho một số biệt danh trong suốt sự nghiệp của mình, chẳng hạn như "Em gái quốc dân", "Nữ hoàng của các nữ diễn viên nhí" và "Nàng tiên làn sóng Hàn". Kim có biệt danh, "Tiểu Son Ye-jin", do có tham gia các tác phẩm điện ảnh giống với các tác phẩm ban đầu của Ye-jin như phim Bản giao hưởng tình yêu và Cổ điển. Bên cạnh đó, hai diễn viên cũng giữ được cho mình sự tồn tại của một hình tượng trong sạch, thuần khiết và trưởng thành với những biểu cảm tinh tế và đôi mắt diễn xuất hoàn hảo. Cô cũng được mệnh danh là "3金 Troika" (3金 트로이카) cùng với Kim Yoo-jung và Kim Sae-ron vì những màn trình diễn ấn tượng từ khi còn nhỏ và là một diễn viên gạo cội với hơn 10 năm sự nghiệp diễn xuất. Trước đây, biệt danh này được đặt cho Kim Tae-hee, Song Hye-kyo và Jun Ji-hyun vào đầu những năm 2000. Kim còn được mệnh danh là "Nữ thần nước mắt" vì sự nhạy cảm sâu sắc và những giọt nước mắt dày đặc trong Mặt nạ quân chủ. Sau khi bộ phim truyền hình ăn khách Cảnh báo tình yêu và Tiểu sử chàng Nokdu ra mắt, báo giới đã phong cho Kim là "Cô gái bước ra từ manhwa" (만찢녀 (만화 찢고 나온 여자)) do khả năng nhập vai hoàn hảo với nhân vật gốc, giàu cảm xúc và hiệu suất. Sau khi tham gia một số bộ phim cổ trang, cô đã nhận được danh hiệu "Nữ thần phim lịch sử" và "Nữ thần Sageuk" vì kỹ năng khám phá nhân vật nhanh chóng, biểu cảm đa dạng qua ánh mắt và diễn xuất đầy cảm xúc.

### Sự xác nhận và tác động quảng cáo
Kim là một người nổi tiếng tích cực ủng hộ cho một số thương hiệu và sản phẩm. Những xác nhận đầu tiên của cô là nước xả vải Downey và nhãn hiệu quần áo trẻ em, Apple Pink. Cô trở thành gương mặt đại diện cho trò chơi video mô phỏng vật nuôi thời gian thực Nintendo 3DS, Nintendogs + Cats với Kim Yoo-jung, thương hiệu "Teen's Nature" của Yuhan-Kimberly, Union Bay với Park Seo-joon và Lee Hyun-woo, và Shin Ramyun của Nongshim với Yoon Doo-joon.

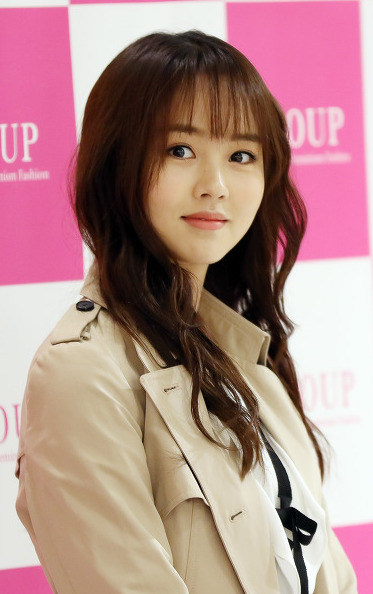
Kim tại sự kiện Soup vào ngày 24 tháng 9 năm 2016

Vào năm 2015, Kim đã trở thành một trong những người được yêu cầu nhiều nhất sau bộ phim truyền hình ăn khách Học đường 2015. Cô được chọn trở thành gương mặt đại diện cho nhãn hiệu quần áo phụ nữ Soup vì "sự sống động của một cô gái và sự rung cảm của một quý cô lãng mạn". Kim được chọn là "Cô gái Pocari" thứ 25 cho Pocari Sweat do có "hình ảnh ngây thơ trong sáng và vui vẻ". Một bức ảnh đã lan truyền trên mạng xã hội sau khi Kim tweet lại và để lại bình luận, "Graduation (Graduation Photo) ㅋㅋㅋ" của một nam sinh trường trung học Uijeongbu, người tái hiện lại tư thế uống rượu đặc trưng của Kim, mặc quần đùi ngắn và gần như nằm trên sàn để tốt nghiệp. Để đáp lại, Dong-A Otsuka đã tặng cho học sinh một số Pocari Sweats, Oronamin C và đặt tên cho anh ta là "Pocari Man". Trong năm 2015–16, cô được giới thiệu trong quảng cáo của Domino's Pizza với Kim Woo-bin. Hai bộ trang phục của Kim So-hyun trong quảng cáo Domino's Pizza đã được bán đấu giá trực tuyến và số tiền thu được được quyên góp cho Tổ chức Trẻ em Green Umbrella. cô cũng xuất hiện trong các quảng cáo cho ngũ cốc Post Honey Oh's, và đồng phục học sinh Elite của trường Hàn Quốc. Kim trở thành người mẫu Elite lâu nhất từ năm 2014 cho đến năm 2016. cô đã làm việc cùng với Winner, Shin Ae-ra, và BtoB.
Đến ngày 16 tháng 4 năm 2016, Kim được chọn trở thành người mẫu Pocari Sweat 2016 lần thứ 2 liên tiếp để kỷ niệm 30 năm thành lập thương hiệu. Đây là lần đầu tiên sau 15 năm kể từ Son Ye Jin vào năm 2001. Cùng năm đó, G-Market đã công bố Kim là người mẫu của họ để ra mắt gói nâng cao thương hiệu tích hợp đầu tiên của Hàn Quốc thông qua các kênh truyền hình cáp và trực tuyến.
Năm 2015–17, Kim được bổ nhiệm làm gương mặt đại diện cho nhãn hiệu trang điểm dành cho các cô gái trẻ Peripera. Trong ba ngày, Peripera "Ink Airy Velvet" đã bán được 30.000 sản phẩm. Hình ảnh của Kim là nhân tố chính giúp sản phẩm thành công khi bán được 700.000 sản phẩm trong hai tháng, "Ink Airy Velvet No. 2" và "Ink Color Cara" chiến thắng ở hạng mục mascara Glow Peak Beauty Awards. Vào tháng 8 năm 2019, phương tiện truyền thông Hàn Quốc đưa tin Soup trở thành thương hiệu thời trang trẻ đầu tiên của Hàn Quốc đạt doanh thu 100 tỷ Yên tại Hàn Quốc sau khi chọn Kim làm người mẫu quảng cáo cho bộ sưu tập Thu Đông 2019 của họ.
Kim tiếp tục ủng hộ các sản phẩm khác nhau, từ thực phẩm đến quần áo và mỹ phẩm, chẳng hạn như thương hiệu giày thời trang Na Uy Skono, thương hiệu gà Pelicana Chicken, Chứng khoán Samsung, mỹ phẩm theo khuynh hướng tự nhiên Hanyul, kính áp tròng màu Lacelle của Bausch & Lomb, và Soup với tư cách là người đại diện và người mẫu từ năm 2015. Vào tháng 4 năm 2020, Samsung Electronics đã giới thiệu Bixby Celebrity Voice, một trợ lý giọng nói AI với Kim là diễn giả của họ. "Celeb Alarm" của Kim đã trở nên phổ biến ở Hàn Quốc và nước ngoài, đồng thời đứng đầu Bảng xếp hạng tải xuống nhiều nhất trong Galaxy Store. Kim đã ra mắt trailer chính thức của phim Leo về Thalapathy Vijay tại các rạp ở Mỹ phát hành vào ngày 19 tháng 10 năm 2023.

## Danh sách phim

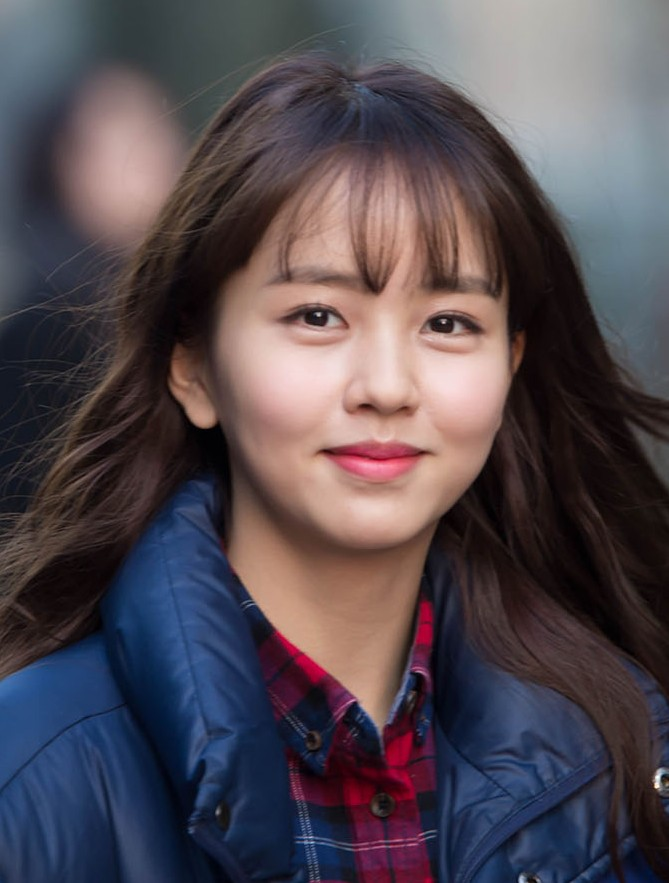
Kim So-hyun vào năm 2015

### Phim điện ảnh
| Năm  | Tựa đề            | Tựa đề                     | Tựa đề            | Vai diễn                         | Ghi chú   | T.K     |
| Năm  | Tiếng Anh         | Tiếng Việt                 | Gốc               | Vai diễn                         | Ghi chú   | T.K     |
| ---- | ----------------- | -------------------------- | ----------------- | -------------------------------- | --------- | ------- |
| 2008 | My Name Is Pity   | My Name Is Pity            | 마당 위의 아이    | Jin-ha lúc trẻ                   | Phim ngắn |         |
| 2010 | Man of Vendetta   | Mối thù của người cha      | 파괴된 사나이     | Joo Hye-rin                      |           | [ 233 ] |
| 2011 | Sin of a Family   | Sin of a Family            | 우리 이웃의 범죄  | Jung Myung-hee                   |           | [ 234 ] |
| 2011 | Spy Papa          | Spy Papa                   | 스파이 파파       | Soon-bok                         |           | [ 235 ] |
| 2012 | I Am the King     | Hoàng đế bất đắc dĩ        | 나는 왕이로소이다 | Sol-bi                           |           | [ 236 ] |
| 2013 | Killer Toon       | Kỳ án truyện tranh         | 더 웹툰: 예고살인 | young Mi-sook                    |           | [ 237 ] |
| 2016 | Pure Love         | Pure Love                  | 순정              | Jung Soo-ok                      |           | [ 238 ] |
| 2016 | The Last Princess | The Last Princess          | 덕혜옹주          | Đức Huệ ông chúa lúc nhỏ         |           | [ 239 ] |
| 2017 | Your Name         | Tên cậu là gì? 너의 이름은 | Mitsuha Miyamizu  | Lồng tiếng (Lồng tiếng Hàn Quốc) | [ 240 ]   |         |

### Phim truyền hình

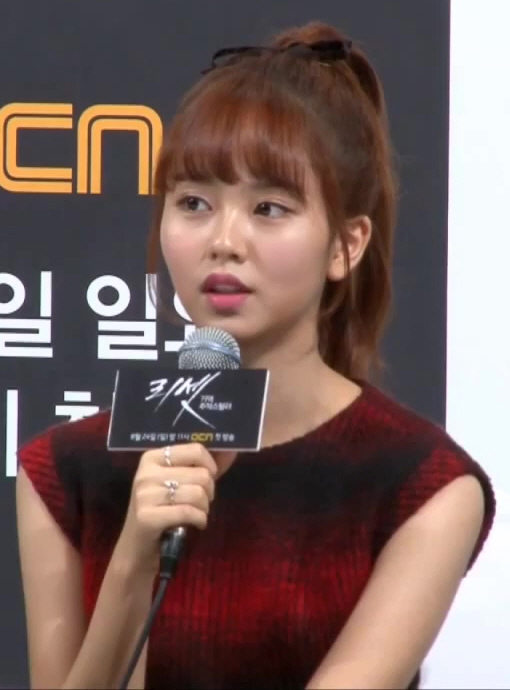
So Hyun tại Reset của OCN vào tháng 9 năm 2014

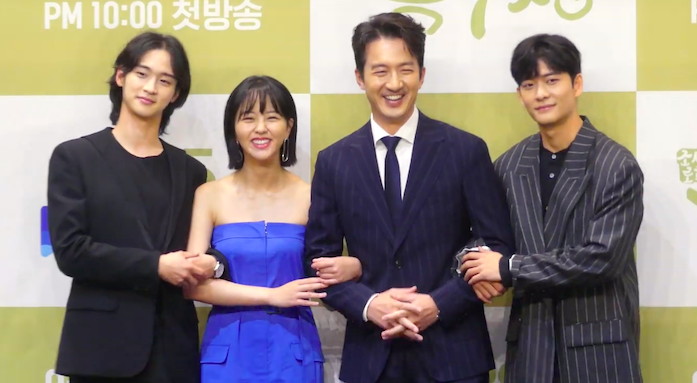
So Hyun và các đồng nghiệp đóng phim Tiểu sử chàng Nokdu.

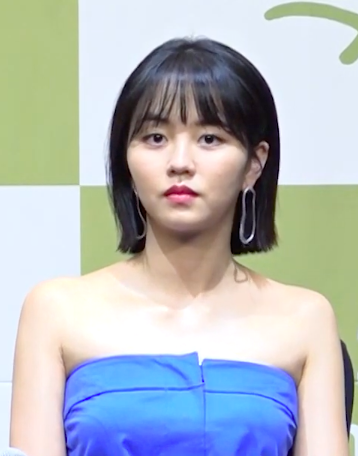
So Hyun đã cắt tóc ngắn để giống với nhân vật Dong Joo trong Tiểu sử chàng Nokdu.

| Những bộ phim chưa được phát hành | Nghĩa là những bộ phim chưa được phát hành |

| Năm       | Tựa đề                             | Tựa đề                         | Tựa đề                               | Vai diễn                                                  | Đài truyền hình | Ghi chú                                    | Ref.                    |
| Năm       | Tiếng Anh                          | Tiếng Việt                     | Gốc                                  | Vai diễn                                                  | Đài truyền hình | Ghi chú                                    | Ref.                    |
| --------- | ---------------------------------- | ------------------------------ | ------------------------------------ | --------------------------------------------------------- | --------------- | ------------------------------------------ | ----------------------- |
| 2006      | Drama City "Ten Minute, Minor"     | Drama City "Ten Minute, Minor" | 드라마시티 - 십분간, 당신의 사9소한  |                                                           | KBS2            |                                            |                         |
| 2007      | A Happy Woman                      | Người đàn bà hạnh phúc         | 행복한 여자                          | Lee Ji-yeon lúc trẻ                                       | KBS2            |                                            |                         |
| 2007      | Que Sera Sera                      | Que Sera Sera                  | 케세라세라                           | Han Eun-soo lúc trẻ                                       | MBC             |                                            |                         |
| 2008      | Korean Ghost Stories               | Korean Ghost Stories           | 전설의 고향                          | Yeon-hwa                                                  | KBS2            | tập: "Baby, Let's Go to Cheong Mountain"   | [ 241 ]                 |
| 2008–2009 | Wife and Woman                     | Wife and Woman                 | 아내와 여자                          | Jo Je-ni                                                  | KBS2            |                                            |                         |
| 2009      | Ja Myung Go                        | Công chúa Ja Myung Go          | 자명고                               | Myo-ri                                                    | SBS             |                                            |                         |
| 2009      | The Children of Heaven             | The Children of Heaven         | 천국의 아이들                        | Kim Son-young                                             | SBS             | Chính kịch về chiến dịch gây quỹ           | [ 242 ]                 |
| 2009      | Loving You a Thousand Times        | Ngàn lần yêu em                | 천만번 사랑해                        |                                                           | SBS             |                                            | [ 243 ]                 |
| 2010      | Becoming a Billionaire             | Giấc mơ triệu phú              | 부자의 탄생                          | Lee Shin-mi lúc trẻ                                       | KBS2            |                                            |                         |
| 2010      | King of Baking, Kim Takgu          | Vua bánh mì                    | 제빵왕 김탁구                        | Gu Ja-rim lúc trẻ                                         | KBS2            |                                            |                         |
| 2011      | The Thorn Birds                    | Cánh chim cô đơn               | 가시나무새                           | Seo Jung-eun lúc trẻ                                      | KBS2            |                                            | [ 244 ]                 |
| 2011      | The Duo                            | The Duo                        | 짝패                                 | Geum-ok lúc trẻ                                           | MBC             |                                            |                         |
| 2011–2012 | Padam Padam                        | Padam Padam                    | 빠담빠담... 그와 그녀의 심장박동소리 | Jung Ji-na lúc trẻ                                        | JTBC            |                                            |                         |
| 2012      | Moon Embracing the Sun             | Mặt trăng ôm mặt trời          | 해를 품은 달                         | Yoon Bo-kyung lúc trẻ                                     | MBC             |                                            | [ 245 ]                 |
| 2012      | Rooftop Prince                     | Hoàng tử gác mái               | 옥탑방 왕세자                        | Hong Se-na lúc trẻ / Công chúa Hoàng gia Hwa-yong lúc trẻ | SBS             |                                            | [ 246 ]                 |
| 2012      | Love Again                         | Love Again                     | 러브 어게인                          | Jung Yoo-ri                                               | JTBC            |                                            | [ 247 ]                 |
| 2012      | Reckless Family SS1                | Reckless Family - Mùa 1        | 무작정 패밀리                        | Kim So-hyun                                               | MBC Every 1     |                                            | [ 248 ]                 |
| 2012      | Ma Boy                             | Ma Boy                         | 마보이                               | Jang Geu-rim                                              | Tooniverse      |                                            | [ 249 ]                 |
| 2012–2013 | Missing You                        | Nhớ em                         | 보고싶다                             | Lee Soo-yeon lúc trẻ                                      | MBC             |                                            | [ 24 ]                  |
| 2013      | Iris II: New Generation            | Mật danh Iris II               | 아이리스 2                           | Ji Soo-yeon lúc trẻ                                       | KBS2            |                                            | [ 250 ]                 |
| 2013      | The Secret of Birth                | Thân thế bí ẩn                 | 출생의 비밀                          | Jung Yi-hyun lúc trẻ                                      | SBS             |                                            | [ 251 ]                 |
| 2013      | I Can Hear Your Voice              | Đôi tai ngoại cảm              | 너의 목소리가 들려                   | Jang Hye-sung lúc trẻ                                     | SBS             |                                            | [ 252 ]                 |
| 2013      | The Suspicious Housekeeper         | Quản gia bí ẩn                 | 수상한 가정부                        | Eun Han-gyul                                              | SBS             |                                            | [ 253 ]                 |
| 2014      | Triangle                           | Bộ ba                          | 트라이앵글                           | Shin-hye lúc trẻ                                          | MBC             |                                            | [ 254 ]                 |
| 2014      | Reset                              | Cuộc đối đầu ngoạn mục         | 리셋                                 | Choi Seung-hee / Jo Eun-bi                                | OCN             |                                            | [ 255 ]                 |
| 2014      | We All Cry Differently             | Nước mắt muôn màu              | 다르게 운다                          | Ryu Ji-hye                                                | KBS2            | Phim truyền hình đặc biệt                  | [ 256 ]                 |
| 2015      | A Girl Who Sees Smells             | Cô gái nhìn thấy mùi hương     | 냄새를 보는 소녀                     | Choi Eun-seol                                             | SBS             | Diễn viên khách mời, tập 1-2 và 5          | [ 257 ]                 |
| 2015      | Who Are You: School 2015           | Học đường 2015                 | 후아유 - 학교 2015                   | Lee Eun-bi / Go Eun-byul                                  | KBS2            |                                            | [ 258 ]                 |
| 2016      | Page Turner                        | Trang mới cuộc đời             | 페이지터너                           | Yoon Yoo-seul                                             | KBS2            | Drama special                              | [ 259 ]                 |
| 2016      | Hey Ghost, Let's Fight             | Chiến Nào, Ma Kia!             | 싸우자 귀신아                        | Kim Hyun-ji                                               | tvN             |                                            | [ 260 ]                 |
| 2016      | Guardian: The Lonely and Great God | Yêu tinh                       | 도깨비                               | Queen Sun-hee / Kim Sun                                   | tvN             | Diễn viên khách mời, tập 1 và 7-9-10-11-13 | [ 261 ]                 |
| 2017      | The Emperor: Owner of the Mask     | Mặt nạ quân chủ                | 군주 - 가면의 주인                   | Han Ga-eun                                                | MBC             |                                            | [ 262 ]                 |
| 2017      | While You Were Sleeping            | Khi nàng say giấc              | 당신이 잠든 사이에                   | Park So-yoon                                              | SBS             | Diễn viên khách mời, tập 3–8 và 32         | [ 263 ]                 |
| 2018      | Radio Romance                      | Chuyện tình radio              | 라디오 로맨스                        | Song Geu-rim                                              | KBS2            | Vai chính                                  | [ 264 ]                 |
| 2019–2021 | Love Alarm                         | Cảnh báo tình yêu              | 좋아하면 울리는                      | Kim Jo-jo                                                 | Netflix         | Vai chính                                  | [ 265 ] [ 266 ]         |
| 2019      | The Tale of Nokdu                  | Tiểu sử chàng Nokdu            | 조선로코 - 녹두전                    | Dong Dong-joo / Eun-seo                                   | KBS2            | Vai chính                                  | [ 267 ]                 |
| 2021      | River Where the Moon Rises         | Sông Đón Trăng Lên             | 달이 뜨는 강                         | Công chúa Pyeonggang / Yeom Ga-jin / Queen Yeon           | KBS2            | Vai chính                                  | [ 122 ] [ 268 ] [ 269 ] |
| 2023      | My lovely liar                     | Đừng nói dối em                | 소용없어 거짓말                      | Mok Sol-hee                                               | tvN             | Vai chính                                  | [ 270 ]                 |
| 2024      | Serendipity's Embrace              | Phải Chăng Là Định Mệnh?       | 우연일까?                            | Lee Hong-joo                                              | tvN             | Vai chính                                  | [ 271 ]                 |
| 2025      | Good Boy                           | Kiện tướng                     | 굿보이                               | Ji Han-na                                                 | JTBC            | Vai chính                                  | [ 272 ]                 |

### Chương trình chiếu mạng
| Năm  | Tựa đề         | Tựa đề   | Vai diễn    | Trang web | T.K     |
| Năm  | Tiếng Anh      | Gốc      | Vai diễn    | Trang web | T.K     |
| ---- | -------------- | -------- | ----------- | --------- | ------- |
| 2016 | Nightmare High | 악몽선생 | Kang Ye-rim | Naver TV  | [ 273 ] |

### Chương trình đa dạng
| Năm  | Tiêu đề                                                             | Đài truyền hình | Vai diễn        | T.K     |
| ---- | ------------------------------------------------------------------- | --------------- | --------------- | ------- |
| 2014 | 100 People, 100 Songs, tập 1                                        | JTBC            | Người dự thi    | [ 274 ] |
| 2018 | Because This Is My First Twenty: Kim So-hyun's YOLO SOLO California | Lifetime        | Diễn viên chính | [ 275 ] |

### Dẫn chương trình

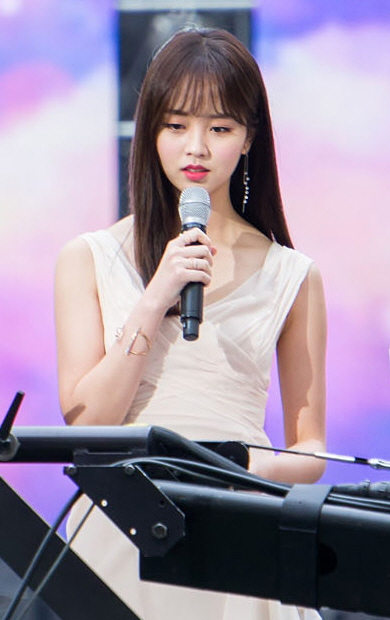
Vào tháng 6 năm 2016

| Năm       | Tựa đề                   | Đài truyền hình | Ghi chú                                                   | T.K             |
| --------- | ------------------------ | --------------- | --------------------------------------------------------- | --------------- |
| 2013–2015 | Show! Music Core         | MBC             | với Noh Hong-chul, Choi Min-ho và Zico                    | [ 276 ]         |
| 2015      | The Thousand Won Concert | —               | Dàn nhạc với Ham Shin-ik                                  | [ 277 ] [ 278 ] |
| 2015      | KBS Drama Awards         | KBS             | với Jun Hyun-moo và Park Bo-gum                           | [ 279 ]         |
| 2016      | Dream Concert            | SBS             | với Leeteuk và Hong Jong-Hyun                             | [ 280 ]         |
| 2016      | Running Man              | SBS             | Giáng sinh đặc biệt, tập 331.                             | [ 281 ]         |
| 2018      | 27th Seoul Music Awards  | KBS N           | với Kim Hee-chul và Shin Dong-yup                         | [ 282 ]         |
| 2018–2019 | Under 19                 | MBC             | Người dẫn chương trình & người ủng hộ chính thức của nhóm | [ 283 ]         |
| 2019      | 28th Seoul Music Awards  | KBS N           | với Kim Hee-chul và Shin Dong-yup                         | [ 284 ]         |
| 2021      | KBS Drama Awards         | KBS2, KBS World | với Sung Si-kyung và Lee Do-hyun                          | [ 285 ]         |

### Sân khấu kịch
| Năm  | Tựa đề              | Vai diễn              |
| ---- | ------------------- | --------------------- |
| 2009 | The Great Jang-geum | Dae Jang-Geum lúc trẻ |

### Kỳ thuật
| Năm  | Tựa đề                        | Đài truyền hình | T.K     |
| ---- | ----------------------------- | --------------- | ------- |
| 2013 | Global Homestay: The Way Home | MBC             | [ 286 ] |
| 2018 | 2018 National Choice          | SBS             | [ 287 ] |

### Xuất hiện trong video âm nhạc
| Năm  | Tên bài hát                              | Nghệ sĩ   | T.K             |
| ---- | ---------------------------------------- | --------- | --------------- |
| 2012 | "Let's Walk Together" (같이 걷자)        | Touch     | [ 288 ] [ 289 ] |
| 2012 | "Legend of Tears" (전설같은 이야기)      | Hi.Ni     | [ 290 ]         |
| 2013 | "I Yah" (아이야)                         | Boyfriend | [ 291 ]         |
| 2021 | "Should′ve known" (가까이 있어서 몰랐어) | 2 AM      | [ 292 ]         |

## Âm nhạc

### Nhạc phim
| Năm  | Tên bài hát                         | Tác phẩm           | T.K     |
| ---- | ----------------------------------- | ------------------ | ------- |
| 2007 | "You Better Not Cry" (trong 4Angel) |                    |         |
| 2011 | "Family Picture"                    | Sin of a Family    |         |
| 2011 | "Daddy and Me"                      | Spy Papa           | [ 293 ] |
| 2013 | "First Love"                        | Quản gia bí ẩn     | [ 294 ] |
| 2014 | "Reset"                             | Reset              | [ 295 ] |
| 2016 | "Violet Fragrance"                  | Pure Love          | [ 296 ] |
| 2016 | "Dream"                             | Chiến nào, Ma kia! | [ 297 ] |
| 2017 | "Can't You Hear My Heart"           | Mặt nạ quân chủ    | [ 298 ] |

## Giải thưởng và đề cử

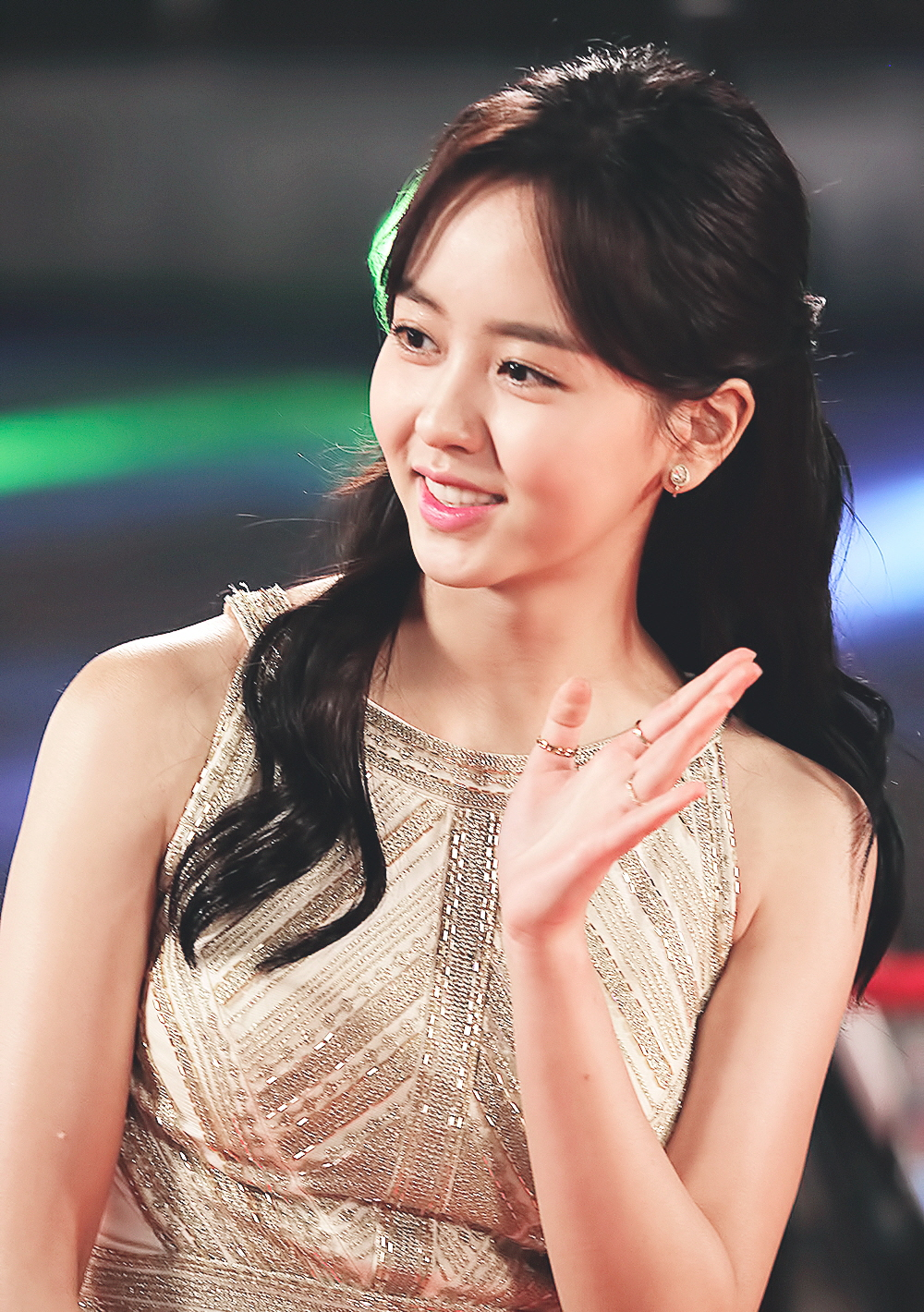
Kim tại Lễ trao giải Phim truyền hình KBS 2016

| Lễ trao giải                                                 | Năm  | Hạng mục                                                                      | Người được đề cử / Tác phẩm                        | Kết quả   | T.K             |
| ------------------------------------------------------------ | ---- | ----------------------------------------------------------------------------- | -------------------------------------------------- | --------- | --------------- |
| Giải Ngôi sao APAN                                           | 2012 | Nữ diễn viên trẻ xuất sắc nhất                                                | Nhớ em và Ma Boy                                   | Đoạt giải | [ 41 ]          |
| Giải thưởng nghệ thuật Baeksang                              | 2021 | Nữ diễn viên chính xuất sắc nhất - Truyền hình                                | Sông đón trăng lên                                 | Đề cử     | [ 299 ]         |
| Brand Customer Loyalty Awards                                | 2020 | Nữ diễn viên - Biểu tượng xu hướng                                            | Kim So-hyun                                        | Đoạt giải | [ 300 ]         |
| Giải thưởng về Phong cách sống trên Truyền hình Herald-Donga | 2013 | Giải thưởng tân binh biểu tượng phong cách                                    | Kim So-hyun                                        | Đoạt giải | [ 301 ]         |
| Giải thưởng Instagram tại Hàn Quốc                           | 2018 | Người nổi tiếng mới nổi                                                       | Kim So-hyun                                        | Đoạt giải | [ 302 ]         |
| K-Food Content Indonesia                                     | 2018 | Giải thưởng được yêu thích (Nữ diễn viên)                                     | Kim So-hyun                                        | Đoạt giải | [ 303 ]         |
| Giải Phim truyền hình KBS                                    | 2014 | Nữ diễn viên chính xuất sắc nhất trong phim truyền hình một màn/đặc biệt/ngắn | Phim truyền hình đặc biệt: We All Cry Differently  | Đoạt giải | [ 304 ]         |
| Giải Phim truyền hình KBS                                    | 2015 | Nữ diễn viên mới xuất sắc nhất                                                | Học đường 2015                                     | Đoạt giải | [ 305 ]         |
| Giải Phim truyền hình KBS                                    | 2015 | Giải thưởng Netizen, Nữ diễn viên                                             | Học đường 2015                                     | Đoạt giải | [ 305 ]         |
| Giải Phim truyền hình KBS                                    | 2015 | Giải cặp đôi đẹp nhất                                                         | Kim So-hyun với Nam Joo-hyuk Học đường 2015        | Đề cử     | [ 305 ]         |
| Giải Phim truyền hình KBS                                    | 2015 | Giải cặp đôi đẹp nhất                                                         | Kim So-hyun với Yook Sung-jae Học đường 2015       | Đoạt giải | [ 305 ]         |
| Giải Phim truyền hình KBS                                    | 2016 | Nữ diễn viên chính xuất sắc nhất trong phim truyền hình một màn/đặc biệt/ngắn | Trang mới cuộc đời                                 | Đề cử     |                 |
| Giải Phim truyền hình KBS                                    | 2018 | Giải cặp đôi đẹp nhất                                                         | Kim So-hyun với Yoon Doo-joon Chuyện tình radio    | Đề cử     |                 |
| Giải Phim truyền hình KBS                                    | 2019 | Giải thưởng xuất sắc, Nữ diễn viên chính trong chương trình ngắn tập          | Tiểu sử chàng Nokdu                                | Đoạt giải | [ 114 ] [ 306 ] |
| Giải Phim truyền hình KBS                                    | 2019 | Giải thưởng Netizen, Nữ diễn viên                                             | Tiểu sử chàng Nokdu                                | Đề cử     | [ 114 ] [ 306 ] |
| Giải Phim truyền hình KBS                                    | 2019 | Giải cặp đôi đẹp nhất                                                         | Kim So-hyun với Jang Dong-yoon Tiểu sử chàng Nokdu | Đoạt giải | [ 114 ] [ 306 ] |
| Giải Phim truyền hình KBS                                    | 2021 | Giải thưởng, Nữ diễn viên chính xuất sắc nhất                                 | Sông đón trăng lên                                 | Đoạt giải | [ 307 ]         |
| Giải Phim truyền hình KBS                                    | 2021 | Giải thưởng xuất sắc, Nữ diễn viên chính trong phim ngắn                      | Sông đón trăng lên                                 | Đề cử     | [ 307 ]         |
| Giải Phim truyền hình KBS                                    | 2021 | Giải thưởng, Nữ diễn viên được yêu thích nhất                                 | Sông đón trăng lên                                 | Đoạt giải | [ 307 ]         |
| Giải Phim truyền hình KBS                                    | 2021 | Giải cặp đôi đẹp nhất                                                         | Kim So-hyun và Na In-woo Sông đón trăng lên        | Đoạt giải | [ 307 ]         |
| Giải thưởng Thiên nga trang phục đẹp nhất Hàn Quốc           | 2015 | Giải thưởng Ngôi sao đang lên                                                 | Kim So-hyun                                        | Đoạt giải | [ 308 ]         |
| Giải thưởng phát thanh truyền hình Hàn Quốc                  | 2021 | BGiải nữ diễn viên chính xuất sắc nhất                                        | Sông Đón Trăng Lên                                 | Đoạt giải | [ 309 ]         |
| Giải thưởng phát thanh truyền hình Hàn Quốc                  | 2021 | Giải thưởng được yêu thích - Diễn viên                                        | Sông Đón Trăng Lên                                 | Đoạt giải | [ 310 ] [ 311 ] |
| Giải thưởng phim truyền hình Hàn Quốc                        | 2012 | Nữ diễn viên trẻ xuất sắc nhất                                                | Mặt trăng ôm mặt trời                              | Đề cử     |                 |
| Giải thưởng phim truyền hình Hàn Quốc                        | 2015 | Ngôi sao của năm                                                              | Học đường 2015                                     | Đoạt giải | [ 58 ]          |
| Giải thưởng Hallyu Hàn Quốc                                  | 2017 | Popular Culture Award                                                         | Mặt nạ quân chủ                                    | Đoạt giải | [ 312 ]         |
| Liên hoan phim thanh niên Hàn Quốc                           | 2013 | Best Young Actress                                                            | Mặt trăng ôm mặt trời và Nhớ em                    | Đoạt giải | [ 313 ]         |
| Giải thưởng phim truyền hình MBC                             | 2012 | Giải thưởng phổ biến                                                          | Mặt trăng ôm mặt trời                              | Đề cử     |                 |
| Giải thưởng phim truyền hình MBC                             | 2012 | Nữ diễn viên trẻ xuất sắc nhất                                                | Mặt trăng ôm mặt trời và Nhớ em                    | Đoạt giải | [ 314 ]         |
| Giải thưởng phim truyền hình MBC                             | 2017 | Giải thưởng xuất sắc hàng đầu, Nữ diễn viên chính trong chương trình ngắn tập | Mặt nạ quân chủ                                    | Đề cử     |                 |
| Giải thưởng phim truyền hình MBC                             | 2017 | Giải thưởng, Nữ diễn viên được yêu thích nhất                                 | Mặt nạ quân chủ                                    | Đoạt giải | [ 315 ]         |
| Giải thưởng giải trí MBC                                     | 2013 | Nữ diễn viên mới xuất sắc nhất trong một chương trình đa dạng                 | Show! Music Core                                   | Đoạt giải | [ 316 ]         |
| Giải thưởng giải trí MBC                                     | 2014 | Giải thưởng được yêu thích nhất trong một chương trình đa dạng                | Show! Music Core                                   | Đoạt giải | [ 317 ]         |
| Giải thưởng giải trí MBC                                     | 2018 | Giải Xuất sắc, hạng mục Âm nhạc/Nói (Nữ)                                      | Under Nineteen                                     | Đoạt giải | [ 318 ]         |
| Giải thưởng Công nghệ Điện ảnh & Đa phương tiện              | 2016 | Giải thưởng nữ diễn viên tỏa sáng                                             | Kim So-hyun                                        | Đoạt giải | [ 319 ]         |
| Liên hoan phim Pierson                                       | 2016 | Nữ diễn viên chính xuất sắc nhất của Trend Choice                             | Kim So-hyun                                        | Đề cử     | [ 320 ]         |
| Giải thưởng phim truyền hình SBS                             | 2013 | Giải thưởng Ngôi sao mới                                                      | Quản gia bí ẩn                                     | Đoạt giải | [ 321 ]         |
| Giải thưởng Truyền hình Quốc tế Seoul                        | 2021 | Nữ diễn viên xuất sắc của Hàn Quốc                                            | Cảnh báo tình yêu (Mùa 2)                          | Đề cử     | [ 322 ] [ 323 ] |
| Giải thưởng Soompi                                           | 2018 | Giải cặp đôi đẹp nhất                                                         | Kim So-hyun với Yoo Seung-ho Mặt nạ quân chủ       | Đề cử     | [ 324 ]         |

### Danh sách
| Nhà xuất bản | Năm  | Danh sách                         | Vị trí | T.K     |
| ------------ | ---- | --------------------------------- | ------ | ------- |
| Forbes       | 2020 | 100 Ngôi sao kỹ thuật số (Châu Á) | Đã đặt | [ 325 ] |